# دریای بیسمارک

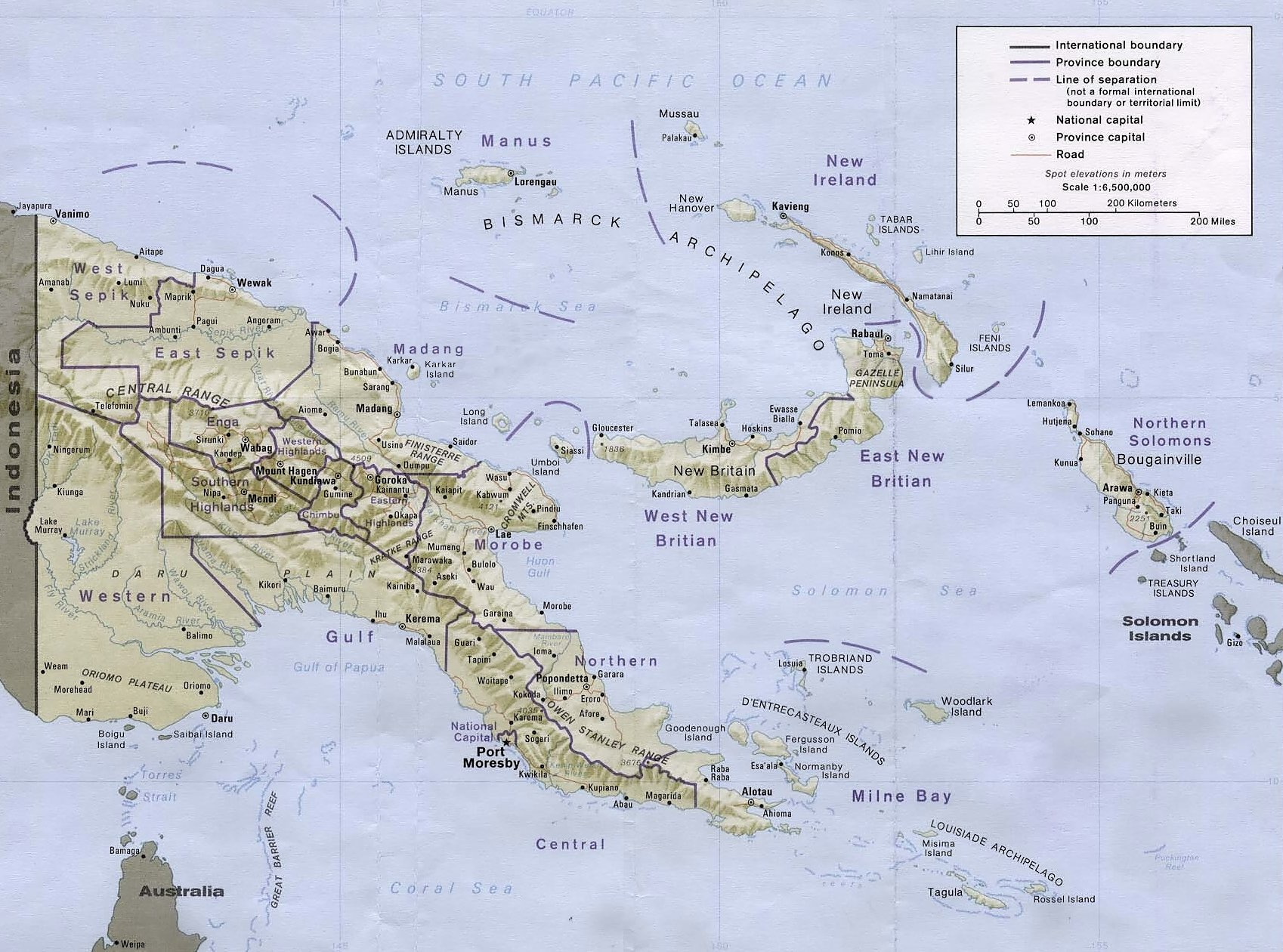
مکان دریای بیسمارک

دریای بیسمارک نام بخشی از آب‌های جنوب غربی اقیانوس آرام است که در جنوب غربی خود به شمال شرقیِ سواحل گینه نو و از شمال غربی تا جنوب شرقی به مجمع‌الجزایر بیسمارک شامل جزایر آدمیرالتی در شمال، ایرلند نو در شرق و بریتانیای نو در جنوب شرقی آن محدود می‌شود. این دریا با مساحت کل ۴۰٬۰۰۰ کیلومتر مربع در شمال به آب‌های اقیانوس آرام و در جنوب شرقی از طریق تنگه‌های ویتیاز و دامپیر و کانال سنت جرج به دریای سلیمان راه دارد. عمق کلی حوزهٔ آبگیر دریای بیسمارک ۲٬۰۰۰ متر است که در عمیقترین مناطق به ۲٬۵۰۰ متر می‌رسد.
دریای بیسمارک از حدود سال ۱۸۸۵ میلادی تا ۱۹۱۴ در کنترل آلمان‌ها بود و آن‌ها نام بیسمارک را به افتخار اتو فون بیسمارک، سیاستمدار آلمانی بر آن نهادند. این دریا همچنین در خلال جنگ جهانی دوم صحنهٔ نبرد دریایی عظیمی موسوم به نبرد دریای بیسمارک بود که از ۲ مارس ۱۹۴۳ تا ۴ مارس همان سال به درازا کشید و در طی آن، ناوگان دریایی اعزامی ژاپن به‌طور کامل توسط متفقین نابود شد.